# Begonia obscura
Espèce
Begonia obscura est une espèce de plantes de la famille des Begoniaceae. Ce bégonia est originaire du Brésil. L'espèce a été décrite en 1957 par Alexander Curt Brade (1881-1971). L'épithète spécifique obscura signifie « obscure ».

## Répartition géographique
Cette espèce est originaire du pays suivant : Brésil.